# Кастро, Гильермо
Гилье́рмо Анто́нио Ка́стро Орелья́на (исп. Guillermo Antonio Castro Orellana; род. 25 июня 1940, Сан-Сальвадор) — сальвадорский футболист и футбольный тренер, играл на позиции защитника. Участник чемпионата мира 1970 года.

## Биография

### Клубная карьера
Кастро большую часть своей футбольной карьеры играл за «Атлетико Марте», в составе которого выиграл два чемпионских титула в 1969 и 1970 годах. В 1971 году Кастро стал игроком клуба «УЭС», в котором отыграл следующие два сезона. В 1973 году Кастро вернулся в «Атлетико Марте», в котором играл следующие три сезона.
В 1977 году Кастро стал игроком клуба «Хувентуд Индепендьенте», в котором он завершил футбольную карьеру.

### Карьера в сборной
В составе сборной Сальвадора принимал участие на чемпионате наций КОНКАКАФ 1963 года и чемпионате наций КОНКАКАФ 1965 года, но при этом в 1963 году сборная Сальвадора завоевала серебряные медали чемпионата.
В 1968 году входил в состав сборной на олимпийском футбольном турнире, где сыграл в двух матчах со сборными Израиля (1:3) и Ганы (1:1).
В 1970 году Кастро принимал участие на чемпионате мира 1970 года, где сыграл в одном матче со сборной СССР, который завершился поражением сборной Сальвадора со счётом 2:0.

### Тренерская карьера
Кастро работал главным тренером клубов «Индепендьенте» (1978—1980), «Чалатенанго» (1981—1982) и «Атлетико Марте» (1992).

## Достижения
«Атлетико Марте»
- Чемпион Сальвадора (2) : 1968/69, 1970